# Vídeňský kongres

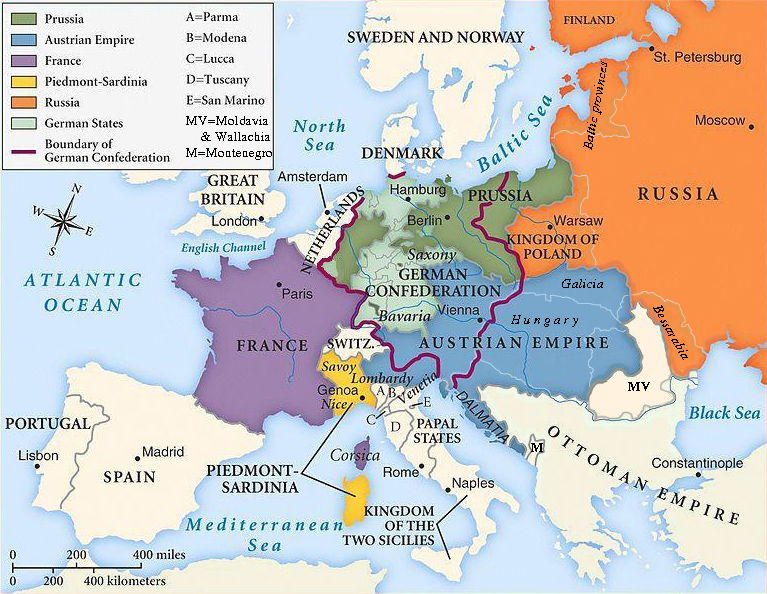
Státní hranice po kongresu, 1815

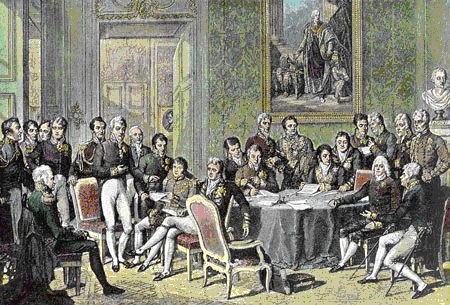
Vídeňský kongres (Jean-Baptiste Isabey), 1819

Vídeňský kongres bylo setkání zástupců téměř všech zemí Evropy po napoleonských válkách, které upravilo mezinárodní vztahy soustavou smluv. Kongres se konal od 1. října (někdy je uváděno 16. nebo také 18. září) 1814 do 9. června 1815 ve Vídni pod předsednictvím rakouského císaře, uherského a českého krále Františka I., který byl ve funkci předsedajícího pravidelně zastupován ministrem zahraničí Klemensem Metternichem. Kongres tedy začal již po první abdikaci Napoleona Bonaparta v roce 1814 a pokračoval až do doby těsně před jeho definitivní porážkou v bitvě u Waterloo dne 18. června 1815. Pro své téměř každodenní plesy, které byly pořádány hlavně v salónech význačných šlechtičen, a výlety pro hosty je také nazýván tančící kongres. Na Vídeňském kongresu bylo poprvé postulováno právo národů na sebeurčení.

## Myšlenky kongresu
Hlavní myšlenky, ke kterým byl kongres veden:
- Restaurace – snaha o nastolení do původního stavu do doby před Velkou francouzskou revolucí a obnovit feudální a klerikální uspořádání, uspokojit územní požadavky vítězných velmocí a na trůny dosadit původní panovnické rody – legitimismus.
- Kvietismus – snaha o naprostý klid v Evropě, snaha zabránit revolucím za každou cenu.

## Územní změny
Největší územní změny zaznamenaly vítězné mocnosti, tedy Rakousko, Rusko a Prusko.
- Rakousko si připojilo Benátsko, Terst, Tyrolsko, Lombardii a Dalmácii, ztratilo však Belgii.
- Prusko se rozšířilo o Porýní a část Saska, Gdaňsk, Poznaňsko a Švédské Pomořany.
- Rusko získalo Besarábii a Finsko, vytvořilo z Varšavského knížectví Polské království, které bylo v personální unii s Ruskem.
- Holandsko a Belgie se spojily do Nizozemského království a personální unií k nim připadlo také Lucembursko.
- Spojené království Velké Británie a Irska získalo Maltu, Kapskou kolonii a Cejlon.
- Švédsko získalo Norsko, které bylo do té doby součástí dánského státu. Tím byl potrestán dánský král za svoji věrnost Napoleonovi.

Změnit se však muselo i Napoleonem rozvrácené Německo. Vídeňský kongres zde vytvořil Německý spolek, což bylo volné soustátí 39 zemí, ke kterým patřily Rakouské císařství (včetně Království českého a Markrabství Moravského) a Pruské království.

## Povýšení zemí
Na vídeňském kongresu byly také jako odměna a uznání za účast v protifrancouzské koalici (od r. 1813) povýšeny některé země:
- Brunšvicko-lüneburské vévodství (kurfiřtství) na království
- Sasko-výmarsko-eisenašské vévodství na velkovévodství
- Oldenburské vévodství na velkovévodství (a bylo rozšířeno)
- Lucemburské vévodství na velkovévodství (a připadlo nizozemskému králi)
- Meklenbursko-Střelické vévodství na velkovévodství
- Meklenbursko-Zvěřínské vévodství na velkovévodství

Dále bylo na kongresu potvrzeno povýšení těchto zemí, provedené Napoleonem:
- Bavorské vévodství na království
- Saské kurfiřtství na království
- Württemberské vévodství na království
- Bádenské markrabství na velkovévodství
- Lantkrabství Hesensko-Darmstadtsko na velkovévodství
- Anhaltských hrabství na vévodství (spojeny roku 1863)

## Svatá aliance
Svatá aliance bylo spojenectví Ruska, Rakouska a Pruska, které mělo dohlížet na dodržování kvietismu na základě „křesťanské solidarity“ (nehledě na to, že Romanovci byli pravoslavní, Habsburko-Lotrinkové katolíci a Hohenzollernové luteráni). Tato aliance byla vlastně ztělesněním reakční spolupráce.
Jelikož tvůrcem politiky rovnováhy byl do značné míry kníže Metternich, mluvíme někdy také o metternichovském systému.
Ráz této politiky, která fungovala v Evropě od vídeňského kongresu v podstatě až do první světové války, označujeme také jako koncert velmocí.
Revoluční myšlenky však nezapadly a již po několika letech se v Evropě projevila touha lidí i celých národů po svobodě.

## Významní účastníci

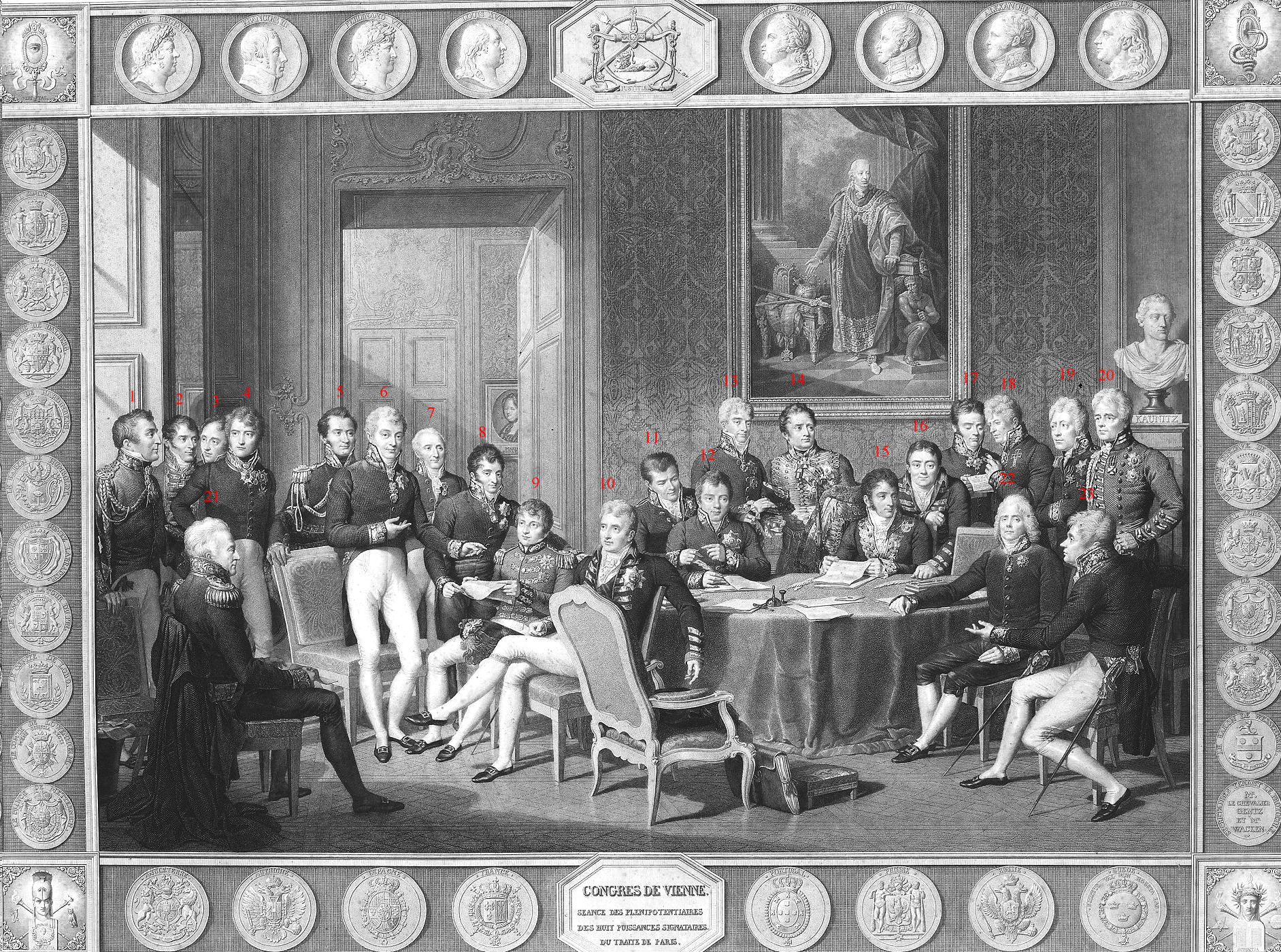
Delegáti Vídeňského kongresu na soudobé rytině od Jeana Godefroye podle obrazu Jeana-Baptista Isabeye: 1. Arthur Wellesley, 1. vévoda z Wellingtonu, 2. Joaquim Lobo da Silveira, 3. António de Saldanha da Gama, 4. Carl Axel Löwenhielm, 5. Paul-François de Noailles, 6. Klemens Wenzel von Metternich, 7. Frédéric-Séraphin de La Tour du Pin Gouvernet, 8. Karl Robert von Nesselrode, 9. Pedro de Sousa Holstein, 10. Robert Stewart, 2. markýz z Londonderry, 11. Emmerich Joseph von Dalberg, 12. Johann von Wessenberg, 13. Andrej Kyrillovič Razumovskij, 14. Charles Vane, 3. markýz z Londonderry, 15. Pedro Gómez Labrador, 16. Richard Trench, 2. hrabě z Clancarty, 17. Nikolaus von Wacken, 18. Friedrich von Gentz, 19. Wilhelm von Humboldt, 20. William Cathcart, 1. hrabě Cathcart, 21. Karl August von Hardenberg, 22. Charles-Maurice de Talleyrand-Périgord, 23. Gustav Ernst von Stackelberg

Klemens Wenzel von Metternich, Rakousko
Charles Maurice de Talleyrand-Périgord, Francie
Fridrich Vilém III., Prusko
František I. Rakouský, Rakousko

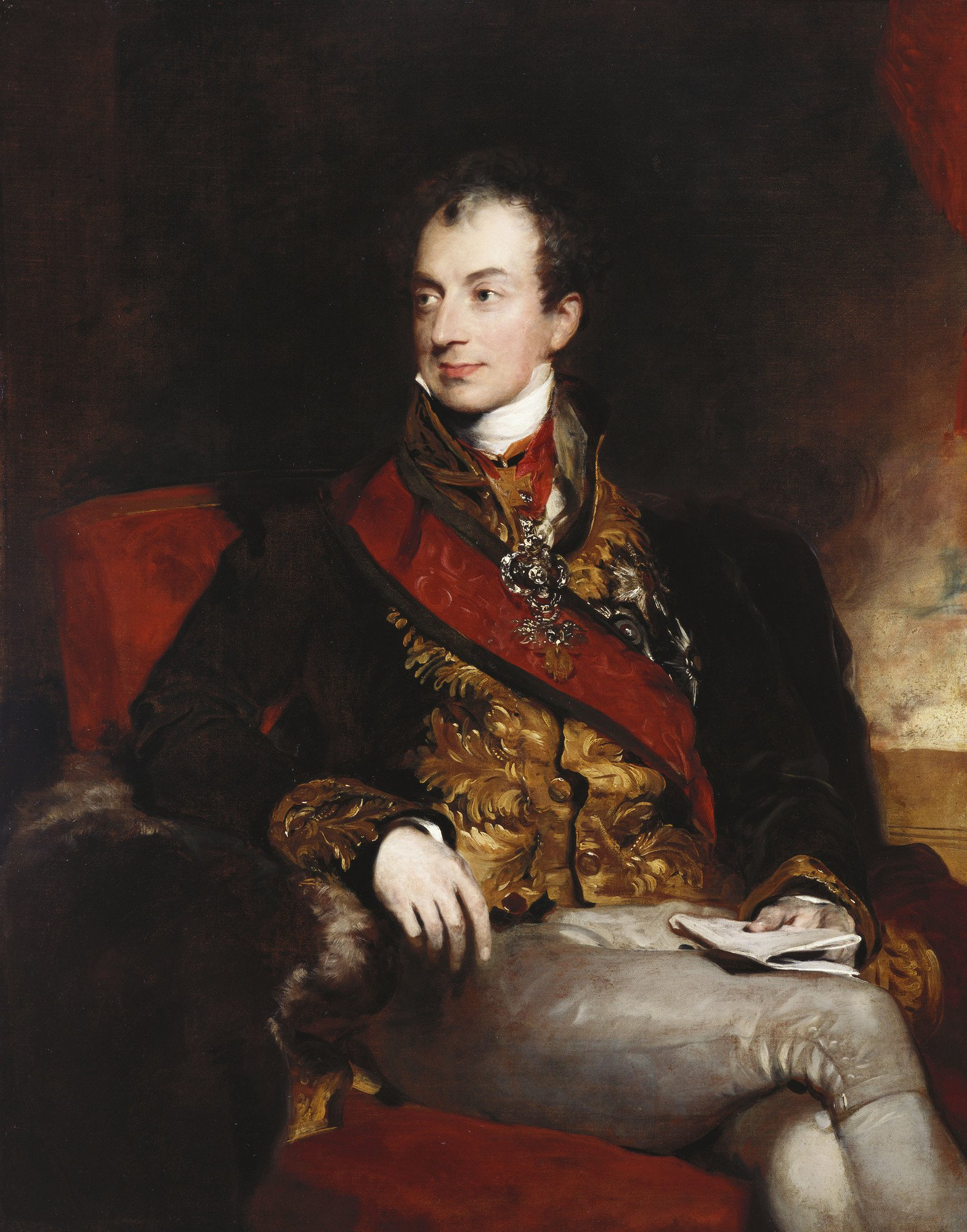
Kníže Klemens Wenzel von Metternich (portrét od Thomase Lawrence)
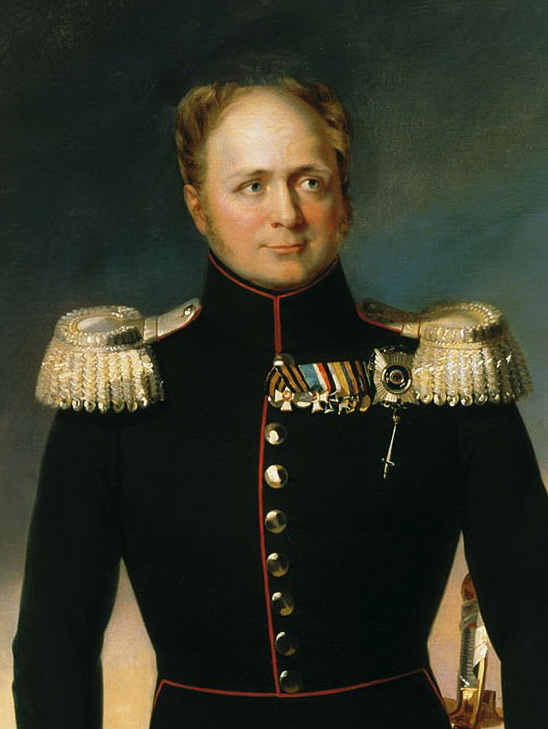
Ruský car Alexandr I. (obraz od George Dawe, 1826)
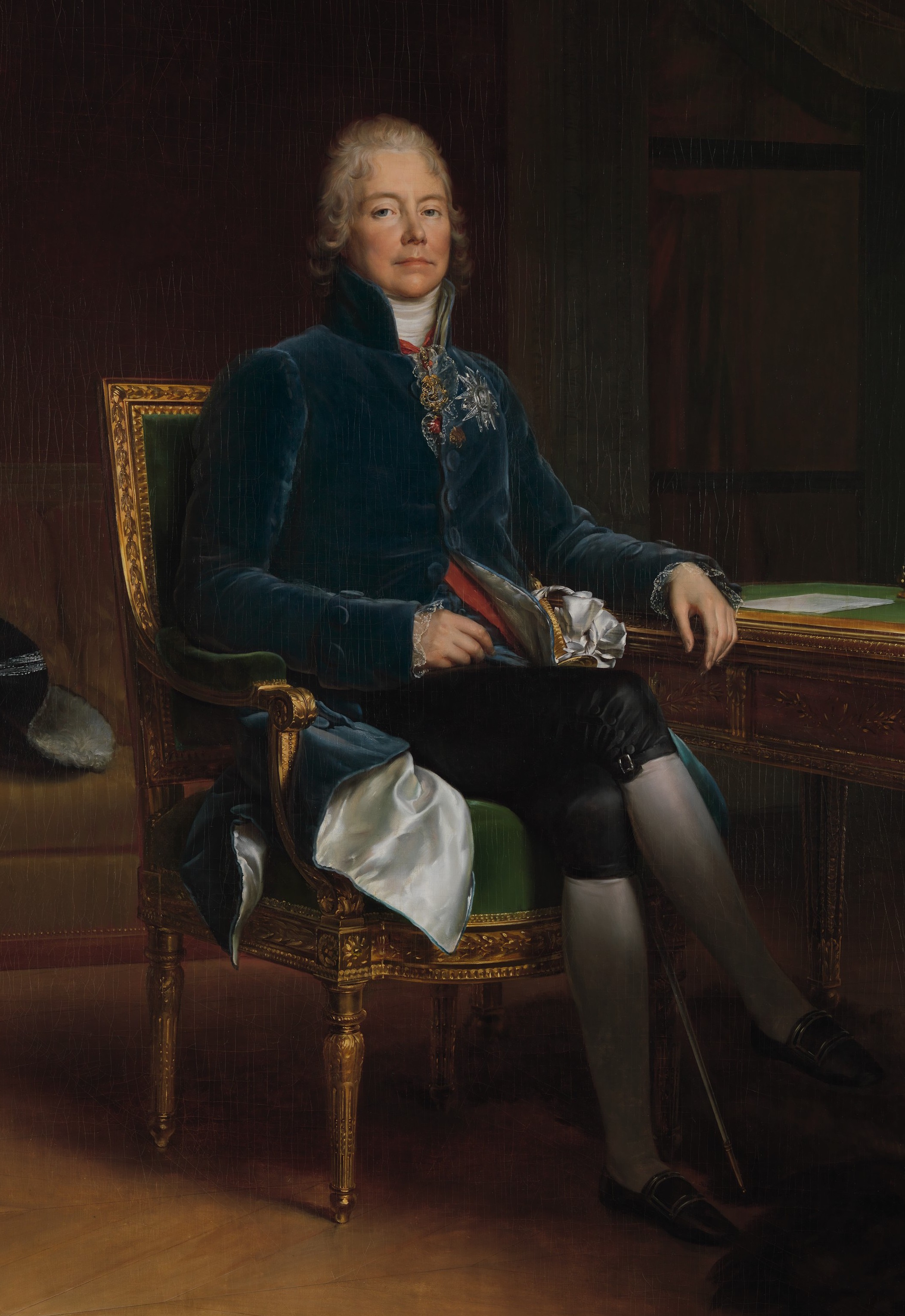
Charles-Maurice de Talleyrand-Périgord, francouzský státník a diplomat
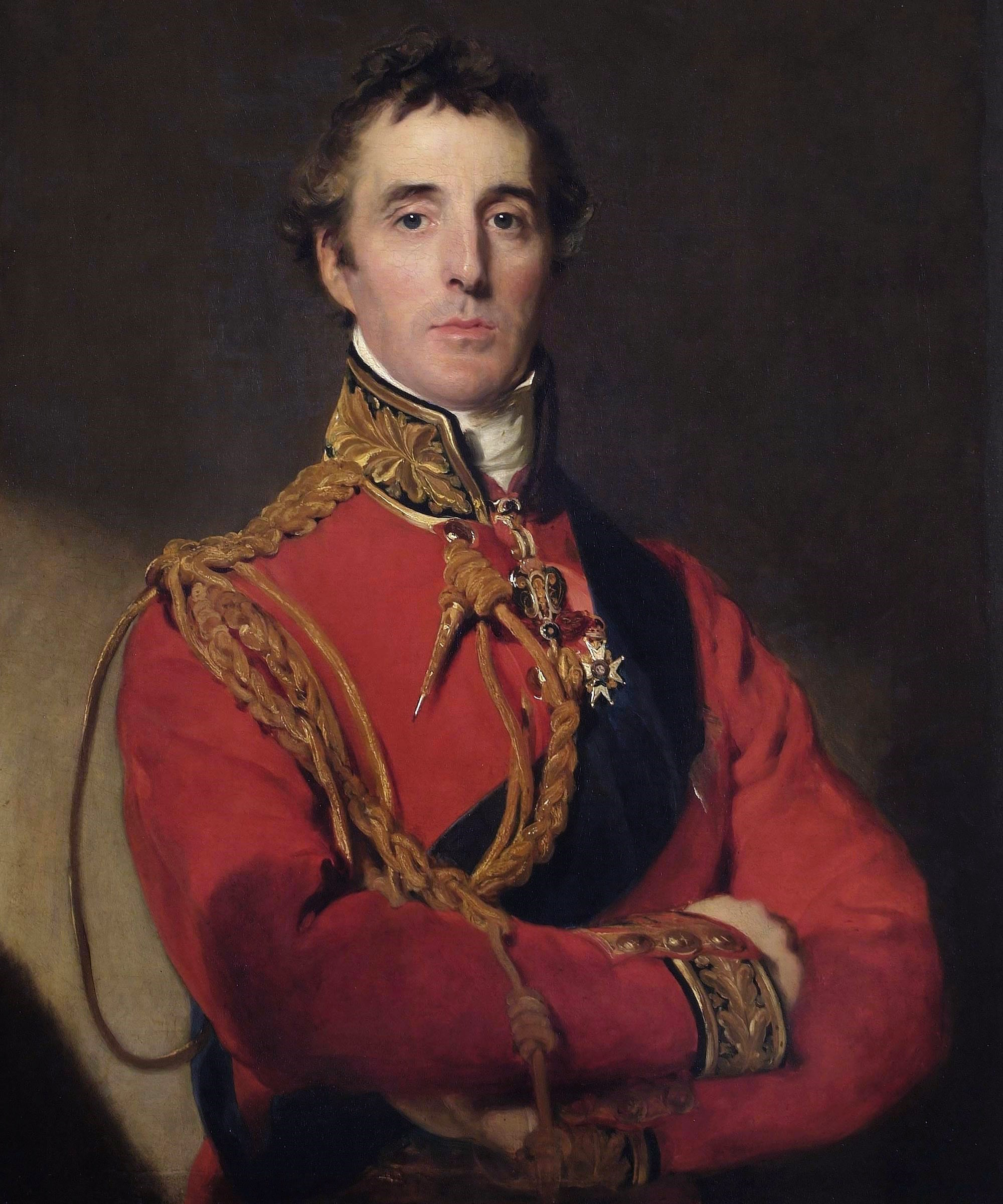
Arthur Wellesley, 1. vévoda z Wellingtonu, britský vojevůdce a státník